# Nornik kalabryjski
Nornik kalabryjski (Microtus brachycercus) – gatunek ssaka z podrodziny  karczowników (Arvicolinae) w obrębie rodziny chomikowatych (Cricetidae).

## Zasięg występowania
Nornik kalabryjski występuje na południu Półwyspu Apenińskiego, jest znany z Półwyspu Kalabryjskiego, a dane genetyczne wskazują, że występuje także w Abruzji w środkowych Włoszech.

## Taksonomia
Gatunek po raz pierwszy zgodnie z zasadami nazewnictwa binominalnego opisał w 1961 roku niemiecki zoolog Ernst von Lehmann nadając mu nazwę Pitymys savii brachycercus. Holotyp pochodził z Camigliatello Silano, w Kalabrii, we Włoszech.
M. brachycercus należy do podrodzaju Terricoia i grupy gatunkowej savii. Samce mieszańce M. brachycercus z eksperymentalnych krzyżówek z M. savii są bezpłodne. Autorzy Illustrated Checklist of the Mammals of the World uznają ten takson za gatunek monotypowy.

### Etymologia
- Microtus: gr. μικρος mikros „mały”; ους ous, ωτος ōtos „ucho”[8].
- brachycercus: gr. βραχυς brakhus „krótki”; κερκος kerkos „ogon”[9].

## Morfologia
Długość ciała (bez ogona) 87–98 mm, długość ogona 23–27 mm; masa ciała 14–24 g. 

## Ekologia
Nornik kalabryjski żyje w wielu różnych środowiskach z wyjątkiem wysokich gór, gęstych lasów i obszarów bardzo piaszczystych, skalistych lub wilgotnych. Występuje w sąsiedztwie człowieka, na pastwiskach, gruntach ornych, w ogrodach i obszarach miejskich.

## Populacja
Przypuszcza się, że – podobnie jak pokrewny nornik apeniński – także nornik kalabryjski jest pospolity i ma długoterminowo stabilną liczebność, a także występuje w obszarach chronionych. Potrzebne są dalsze badania taksonomiczne, aby potwierdzić jego status jako osobnego gatunku. Międzynarodowa Unia Ochrony Przyrody uznaje nornika kalabryjskiego za gatunek najmniejszej troski.